# Friedrich Frey (Archivar)
Friedrich Frey (* 28. Mai 1867 in Brugg; † 2. September 1933 in Glarus) war ein aus Brugg stammender Glarner Kantonsarchivar und Heimatforscher. 

## Biografie
Friedrich Frey wurde als Sohn des Uhrmachers Friedrich Frey und der Maria Leutwyler geboren und wuchs in Brugg auf. 1891 heiratete er Katharina Blumer aus Glarus und erwarb das Glarner Bürgerrecht.
1895 wurde er Sekretär der Glarner Regierungskanzlei, 1896 Verhörgerichtsschreiber. Von 1908 bis 1933 war er Landesarchivar im Nebenamt. Das Glarner Archiv war bis dahin mit seinen historischen Schätzen der Öffentlichkeit nicht bekannt. Frey unternahm eine eingehende Reorganisation der Bestände. Er liess überall die notwendigen Lüftungen anbringen, um die Akten des dunkelfeuchten Archivs vor der Vermoderung zu bewahren. Er erforschte seinen Inhalt, schuf eine zweckmässige Einteilung sowie eine erste Registratur und brachte die alten wertvollen Panner in einem hochgestellten Glaskasten unter. Ferner gab er ein Inventar heraus.
Durch persönliche Mitteilungen und durch historische Aufsätze in der Presse machte er die Gelehrtenwelt auf die bis anhin ungehobenen Schätze aufmerksam. Die Historiker stellten sich ein – ihnen zeitlich voran der Kirchenhistoriker Paul Wernle sowie der Historiker Ernst Alfred Stückelberg aus Basel und der Glarner Historiker Pfarrer Thürer.
1928 wurde Frey mit der Weiterführung des Genealogiewerkes von Johann Jakob Kubly-Müller beauftragt. Er gab eine Bestandesübersicht des Landesarchivs in gedruckter Form heraus, legte eine Bildersammlung zur Glarner Geschichte an und wirkte bei der Herausgabe des Glarner Fahnenbuchs (1928) mit. Der evangelischen Kirchgemeinde Glarus diente Frey eine Zeit lang als Kirchenvogt. In der der weiteren Öffentlichkeit wirkte er an verschiedenen sozialen und wirtschaftlichen Bestrebungen mit; so war er einer der Mitbegründer des Alkoholgegnerbundes von Glarus.